# Mont Shinn
Le mont Shinn est un sommet de l'Antarctique, situé à six kilomètres au sud-est du mont Tyree. Il fait partie du massif Sentinel des monts Ellsworth, à la base de la péninsule Antarctique.
Découvert par des vols de reconnaissance en janvier 1958, il a été nommé par l'Advisory Committee on Antarctic Names en l'honneur du lieutenant Conrad Shinn de l'United States Navy, pilote du premier avion à atterrir au pôle Sud le 31 octobre 1956.